# Клин (Наместово)
Клин (слч. Klin) насељено је мјесто са административним статусом сеоске општине (слч. obec) у округу Наместово, у Жилинском крају, Словачка Република.

## Становништво
| Година:    | 1994. | 2004.    | 2014.    | 2024.   |
| ---------- | ----- | -------- | -------- | ------- |
| Број људи: | 1821  | 2036     | 2342     | 2549    |
| Разлика:   |       | +11,80 % | +15,02 % | +8,83 % |

| Година:    | 2023. | 2024.   |
| ---------- | ----- | ------- |
| Број људи: | 2555  | 2549    |
| Разлика:   |       | -0,23 % |

Према подацима о броју становника из 2023. године насеље је имало 2.555 становника.